# Хота
Хота — парный испанский национальный танец, в трёхдольном размере. Появилась в конце XVIII века в Арагоне и в начале XIX века распространилась по всей Испании.

## Разновидности хоты
Исполнение хоты различается в зависимости от региона. Существует множество её разновидностей, в числе которых:
- Арагонская хота[исп.] — самый старый и самый известный вид хоты. Считается классическим видом.
- Каталонская хота — официально признанный правительством танец Каталонии.
- Кастильская хота[исп.] — отличается от арагонской хоты более быстрым темпом.
- Филиппинская хота — хота, адаптированная филиппинцами в период испанской колонизации Филиппинских островов.

## Исполнение хоты
Хота обычно исполняется в национальных костюмах с кастаньетами и пением. Темы таких песен могут быть различны, например: семья и брак, политика, религия и т. д. В некоторых регионах хота также является частью ритуала почитания умерших и исполняется в траурной процессии.
Исполнение хоты возможно и в сопровождении оркестра, в который входят гитары, лютни, барабаны. Галисийцы также используют волынки.

## Хота в творчестве композиторов неиспанского происхождения
- Французский композитор Жорж Бизе написал вступление к четвёртому действию оперы «Кармен» в форме хоты.
- Русский композитор Михаил Глинка после путешествия в Испанию написал оркестровую пьесу «Арагонская хота».
- Венгерский композитор и пианист Ференц Лист использовал хоту в качестве второй темы своей Испанской рапсодии для фортепиано.
- Французский композитор Камиль Сен-Санс и русский композитор Милий Балакирев написали концерты для оркестра на тему хоты.